# Protosticta damacornu
Protosticta damacornu là loài chuồn chuồn trong họ Platystictidae. Loài này được Terzani & Carletti miêu tả khoa học đầu tiên năm 1998.